# سيبينغ
سينبينغ (بالصينية: 四平市 )‏ هي مدينة على مستوى محافظة، في جمهورية الصين الشعبية، تتبع جيلين، تبلغ مساحتها 14,323 كيلومتر مربع، رمزها البريدي هو 136000.

## مدن توأم
المدن التوأم:
- بيلوغورسك
- محج قلعة.

## التقسيمات الإدارية
- Tiexi, Siping [الإنجليزية]‏
- Tiedong, Siping [الإنجليزية]‏
- Lishu County [الإنجليزية]‏
- Yitong Manchu Autonomous County [الإنجليزية]‏
- غونغزولينغ
- شوانغ لياو.